# Edward Henry Corbould
Edward Henry Corbould (né le 5 décembre 1815 à Londres, mort le 18 janvier 1905 dans la même ville) est un peintre, illustrateur et sculpteur britannique.

## Biographie
Il est le fils d'Henry Corbould (en) (1788-1844), peintre, et petit-fils de Richard Corbould (1757-1831), portraitiste et peintre historique. Il étudie la peinture à la Royal Academy. Il remporte plusieurs médailles d'or de la société des arts.
En plus de la peinture et du dessin, Edward Corbould a aussi contribué à la conception de timbres, suivant en cela les traces de son père.

## Galerie

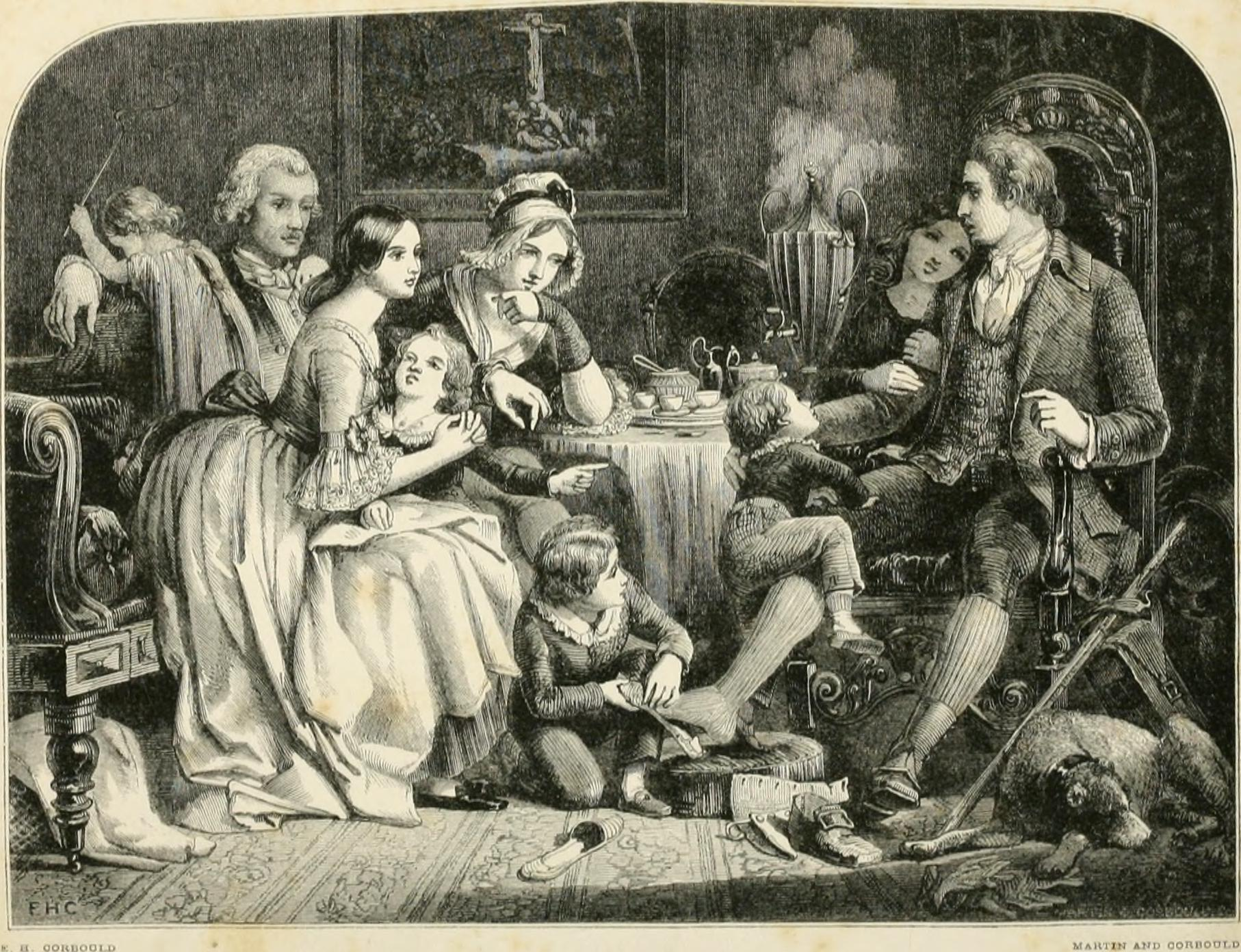
Dessin de 1851
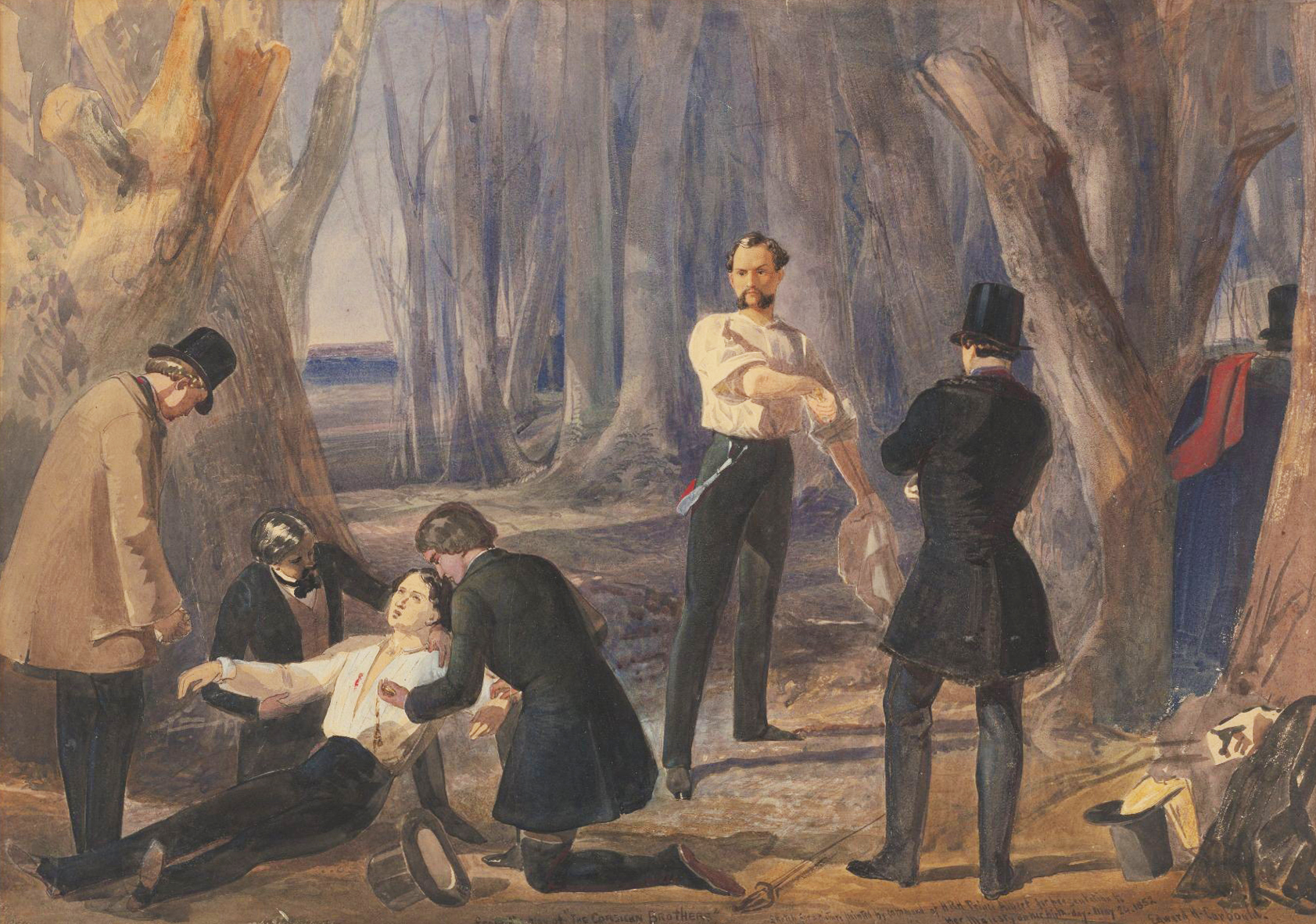
Corsican Brothers
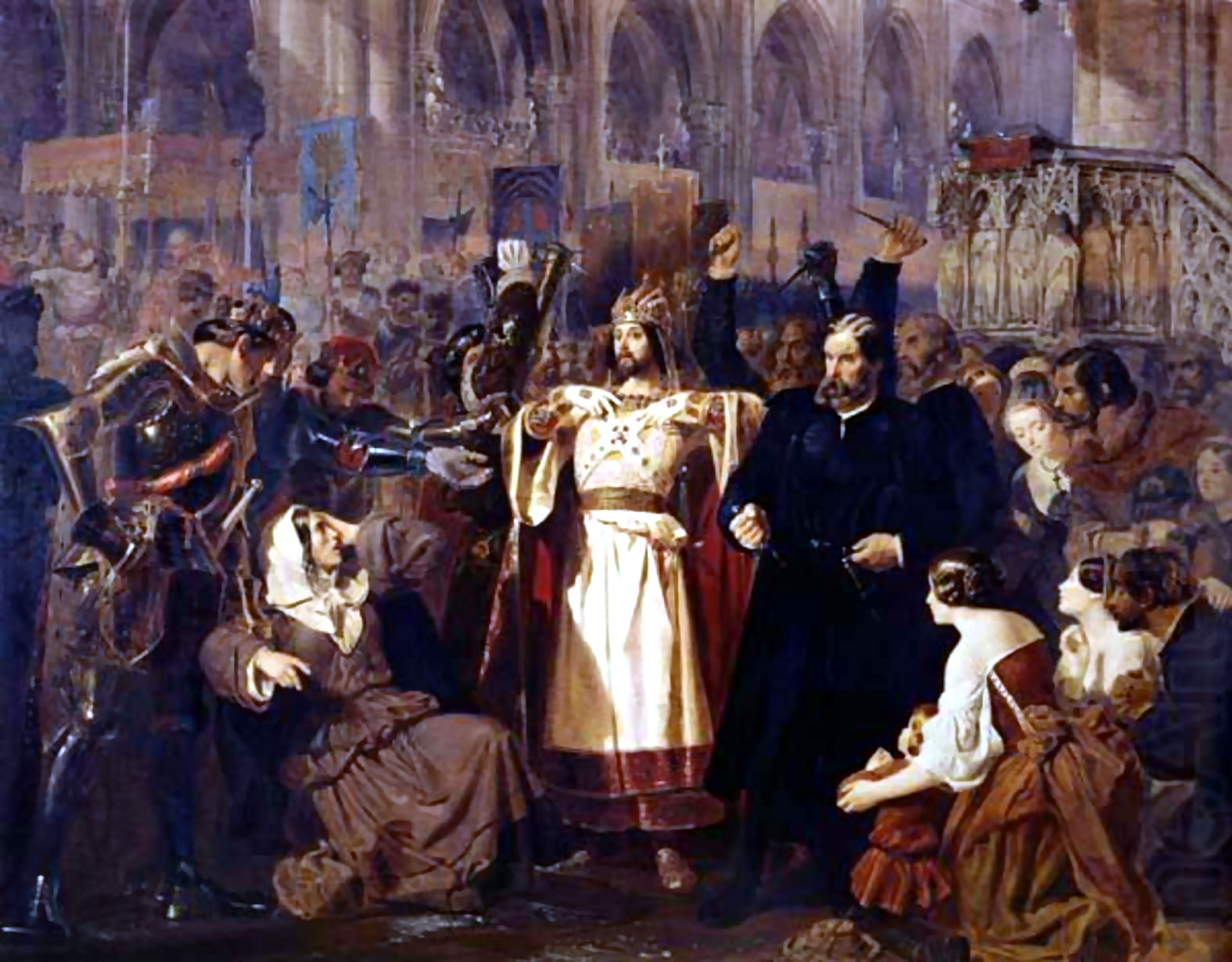
Le Prophète